# Eupithecia eupitheciata
Eupithecia eupitheciata là một loài bướm đêm trong họ Geometridae.